# Вид на жительство лица без гражданства

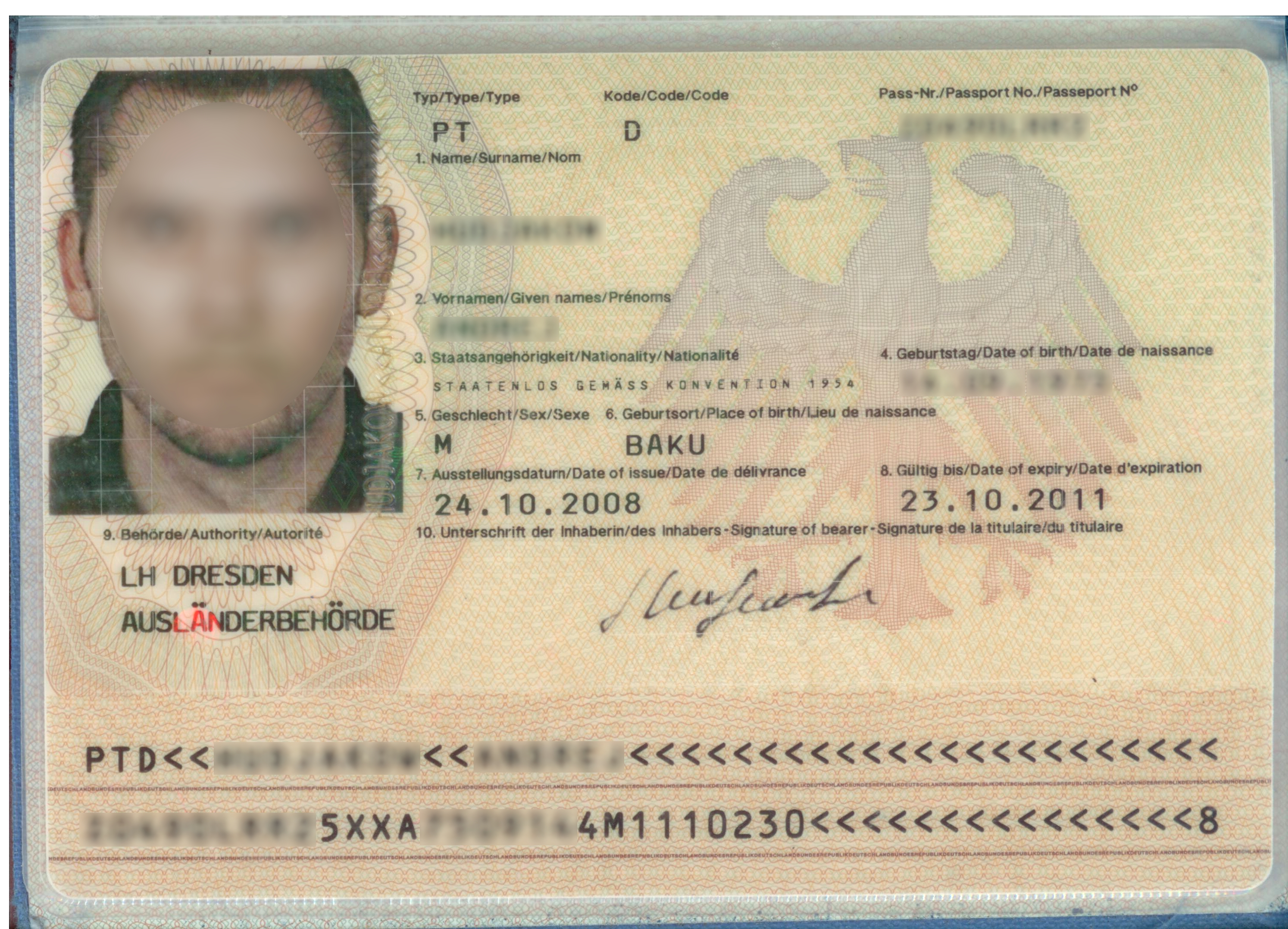
Вид на жительство лица без гражданства, выданное Германией в 2008 году уроженцу Баку.

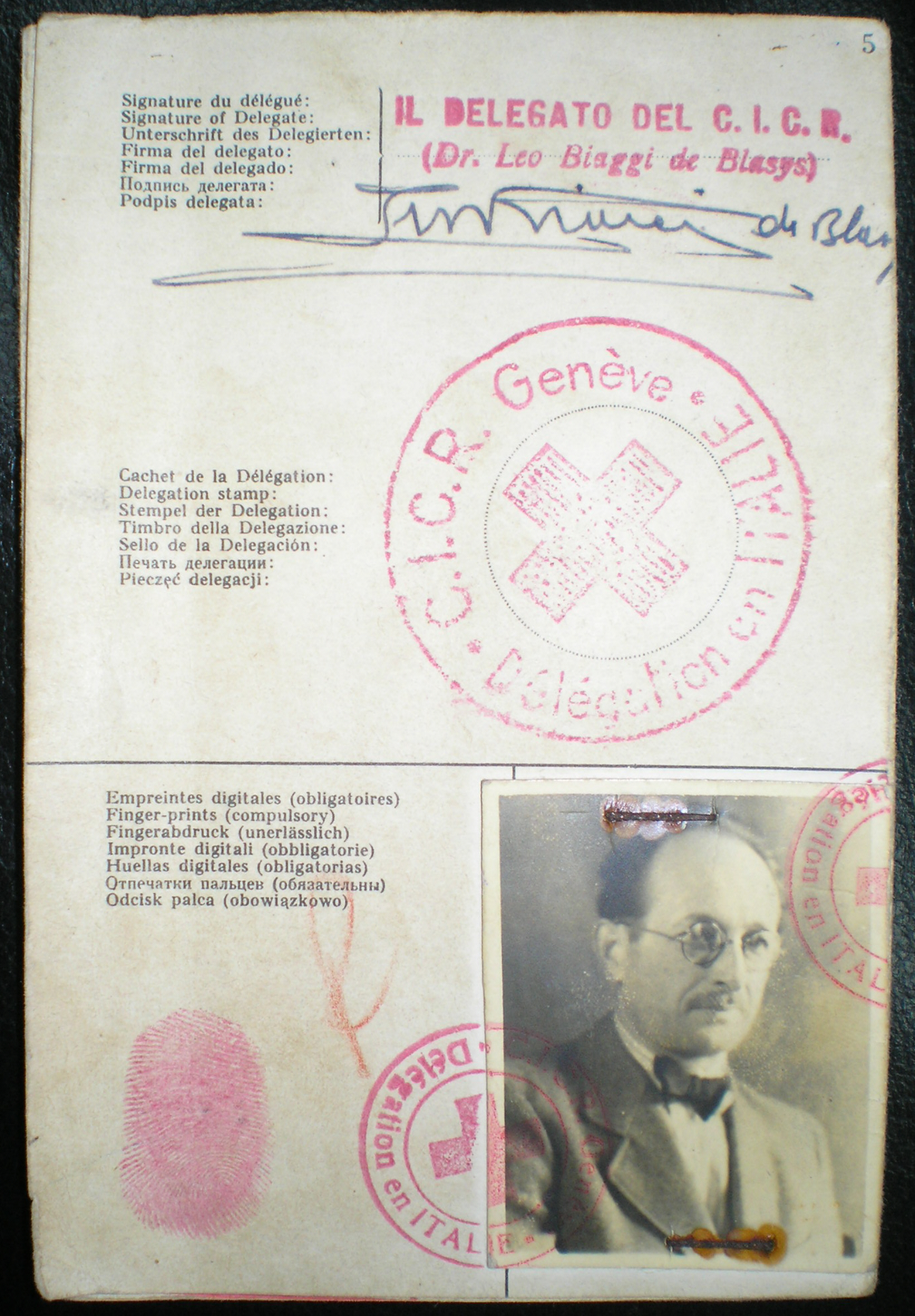
Удостоверение личности Красного Креста, которое Адольф Эйхман использовал для въезда в Аргентину под вымышленным именем Рикардо Клемент в 1950 году, выданное итальянской делегацией Женевского Красного Креста.

Вид на жительство лица без гражданства представляет собой проездной документ, выдаваемый страной проживающим в пределах их границ, которые являются лицами без гражданства.

## Типы

### Вид на жительство лица без гражданства, лица признанного беженцем
Вид на жительство лица без гражданства признаного беженцем выполняет функции проездного документа по Конвенции 1951 года (проездной документ беженца или женевский паспорт) в связи с Конвенцией 1951 года о статусе беженцев. 145 стран являются участниками Конвенции 1951 года и 146 стран являются участниками Протокола 1967 года о статусе беженцев. Соединенные Штаты не являются участником Конвенции, но предоставляют проездные документы своим законным постоянным жителям либо в виде разрешения на повторный въезд, либо в качестве проездного документа беженца в соответствии с Протоколом 1967 года.

### Вид на жительство лица без гражданства, лица которой не признано беженцем
Вид на жительство лица без гражданства не признанного беженцем (такая ситуация может возникнуть если гражданин РФ отрекается от своего гражданства)) также выполняет функции проездного документа по Конвенции 1954 года в связи с Конвенцией о статусе апатридов. 89 стран являются участниками Конвенции 1954 года. В отличие от проездного документа беженца, удостоверение личности, выдаваемое большинством стран, само по себе не дает право его владельцу на повторный въезд в страну. Таким образом, обладатели Вида на жительство лица без гражданства Российской Федерации выехав за пределы России не смогут въехать в Россию обратно, но смогут получить вид на жительство иностранного государства (которое не сможет его депортировать).

### Проездные документы, выдаваемые страной лицам, которые не имеютВида на жительство лица без гражданства
В этих случаях не существует официального международного соглашения, регулирующего выдачу проездных документов этим людям, хотя большинство стран будут выдавать резидентам свои собственные версии неконвенционных проездных документов. Эти документы в целом соответствуют стандартам ИКАО для международных документов, удостоверяющих личность. Они известны как паспорта иностранца в континентальной Европе и Скандинавии, Проездной документ Российской Федерации, удостоверение личности в Великобритании, Австралии и Гонконге.
Виды на жительство лицам без гражданства имеют свои особенности от страны к стране:
- Австралия — Вид на жительство лица без гражданства Австралии
- Бруней — Брунейское международное удостоверение личности
- Канада — Канадское удостоверение личности
- Эстония — паспорт эстонского иностранца
- Финляндия — паспорт иностранца
- Гонконг — гонконгский документ, удостоверяющий личность для целей получения визы
  - перед передачей — гонконгское удостоверение личности
- Индия — индийское удостоверение личности
- Индонезия — индон. Paspor Orang Asing
- Япония — Разрешение на повторный въезд в Японию
- Латвия — неграждане (Латвия)
- Макао — Разрешение на въезд в специальный административный район Макао
  - перед передачей — порт. Passaporte para Estrangeiros («Паспорт для иностранцев»)
- Малайзия — Малайзийское удостоверение личности
- Новая Зеландия — удостоверение личности Новой Зеландии
- Сингапур — Сингапурское удостоверение личности
- Великобритания — британский сертификат о путешествии
- США — Разрешение на повторный въезд в США